# Mysteries of dawn
Mysteries of dawn is een studioalbum van Gert Emmens.

## Inleiding
Het dubbelalbum, het eerste in de carrière van Emmens als soloartiest, bevat elf muzikale sfeertekeningen (sonische landschappen) van een wakker wordende wereld nog gevat in nevelen. Hij bouwt die in navolging van eerdere (en latere) albums op uit klanken uit analoge synthesizerapparatuur, opgesteld door Jos van Ras. Boven de sequencer (vooral in het titelnummer) laat Emmens lange, enigszins lome melodielijnen lopen in de trant van de Berlijnse School voor elektronische muziek. Opnamen vonden plaats in de eigen geluidsstudio in Ede. Emmens is al jarenlang verbonden aan Groove Unlimited.

## Musici
- Gert Emmens - synthesizers, elektronica, drumstel

## Muziek
| Nr. | Titel                         | Duur  |
| --- | ----------------------------- | ----- |
| 1.  | So close, but yet so far away | 14:10 |
| 2.  | What comes out of the night   | 10:55 |
| 3.  | Setting of at daybreak        | 14:43 |
| 4.  | Mysteries of dawn             | 19:16 |
| 5.  | Until we meet again (Anton)   | 4:10  |

| Nr. | Titel                                            | Duur  |
| --- | ------------------------------------------------ | ----- |
| 1.  | Liberated by dawn after another dark night       | 16:20 |
| 2.  | Moments before the sun starts it’s daily journey | 13:48 |
| 3.  | Crack of dawn                                    | 16:25 |
| 4.  | What’s hidden in the early morning mist          | 6:57  |
| 5.  | The abandoned roadhouse                          | 10:45 |
| 6.  | The final dawn                                   | 5:04  |

De beide eindtracks zijn opgedragen nummers. Until we meet again aan schoonvader Anton (van eerste vrouw) overleden in 2022; The final dawn aan Hans Prisma (Hans Moret, 1980-2022), amateurpresentator van een nicheprogramma The superclean dreammachine (alleen elektronische muziek).